# طاردي (تشيلو)
طاردي (بالإنجليزية: Tardi)‏ هي منطقة سكنية تقع في إيران في قسم تشيلو الريفي.